# Nazionale maschile di pallacanestro della Bielorussia
La nazionale maschile di pallacanestro della Bielorussia (Мужчынская зборная Беларусі па баскетболе) rappresenta la Bielorussia nelle competizioni internazionali maschili di pallacanestro organizzate dalla FIBA. È gestita dalla Federazione cestistica della Bielorussia.

## Storia

### Nazionale Unione Sovietica (1946-1991)
Nel periodo compreso tra il 1946 ed il 1991, ha fatto parte dell'Unione Sovietica.

### Squadra Unificata (1992)
Nel 1992 è stata inclusa nella CSI, sotto le cui insegne ha partecipato alla Olimpiade di Barcellona.

### Nazionale bielorussa (dal 1992)
La nazionale bielorussa partecipa alle competizioni FIBA dal 1992, dopo che il paese è diventato indipendente dall'Unione Sovietica, non riuscendo a partecipare, fino ad ora, a nessun torneo Internazionale di prestigio.
A seguito dell'invasione russa dell'Ucraina del 2022, la FIBA ha escluso atleti e arbitri bielorussi da tutte le competizioni sotto la propria egida.

## Nazionali giovanili
- Selezioni giovanili della nazionale maschile di pallacanestro della Bielorussia

## Allenatori e presidenti

### Allenatori
Di seguito sono riportate le liste degli allenatori e dei presidenti che si sono succeduti alla guida del club nella sua storia.
- 1994-1998  Anatol' Bujal'ski
- 2008-2009  Aliaksandr Papkou
- 2010  Mikhail Feiman
- 2011-2012  Andrei Krivonos
- 2013-2014  Ruslan Baidakov
- 2014  Dušan Gvozdić
- 2014-2016  Anatol' Bujal'ski
- 2016-2019  Andrei Krivonos
- 2019- Rascislaŭ Vjarhun